# Josef Dostál (Kanute)
Josef Dostál [ˈjozɛv ˈdostaːl] (* 3. März 1993 in Prag) ist ein tschechischer Kanute.

## Karriere
Josef Dostál, der Mitglied im TJ Dukla Praha ist, nahm an drei Olympischen Spielen teil. Sein Debüt erfolgte anlässlich der Spiele 2012 in London, bei denen er neben Daniel Havel, Jan Štěrba und Lukáš Trefil zum tschechischen Aufgebot im Vierer-Kajak gehörte. In ihrem Vorlauf verpassten sie nach 2:54,267 Minuten als Zweite hinter Ungarn knapp die direkte Finalqualifikation, mit einem dritten Platz im ersten Halbfinallauf gelang diese dann aber doch noch. Im Endlauf überquerten die Tschechen schließlich nach 2:55,850 Minuten erneut als Dritte die Ziellinie, hinter den siegreichen Australiern und erneut hinter der ungarischen Mannschaft, womit Dostál, Havel, Štěrba und Trefil die Bronzemedaille gewannen.
Bei den Olympischen Spielen 2016 in Rio de Janeiro ging Josef Dostál in zwei Wettbewerben an den Start. Im Einer-Kajak gewann er auf der 1000-Meter-Strecke sogleich seinen Vorlauf und schaffte als Vierter seines Halbfinallaufs den Einzug ins Finale. Mit einer Laufzeit von 3:32,145 Minuten musste er sich im Endlauf lediglich dem Spanier Marcus Walz geschlagen geben, der sieben Zehntelsekunden schneller als Dostál gewesen war. Dritter wurde der Russe Roman Anoschkin, der 1,2 Sekunden nach Dostál das Ziel erreichte. Darüber hinaus gehörte Dostál erneut zur Besetzung des Vierer-Kajaks, der wie schon 2012 von Daniel Havel, Jan Štěrba und Lukáš Trefil komplettiert wurde. Als Gewinner ihres Vorlaufs qualifizierten sie sich direkt für den Endlauf und beendeten diesen wie vier Jahre zuvor auf Rang drei. Mit 3:05,176 Minuten Rennzeit blieben sie drei Sekunden hinter den siegreichen Deutschen, während sich die eine Zehntelsekunde schnelleren Slowaken gegen die Tschechen im Kampf um Silber durchsetzten. Bei den 2021 ausgetragenen Olympischen Spielen in Tokio gewann Dostál mit Radek Šlouf im Zweier-Kajak über 1000 Meter eine weitere Bronzemedaille. In der Konkurrenz im Einer-Kajak verpasste er als Fünfter die Medaillenränge. Bei den Olympischen Spielen 2024 in Paris gewann Dostál im Einer-Kajak auf der 1000-Meter-Strecke schließlich seine erste olympische Goldmedaille.
Zahlreiche Medaillen sicherte sich Dostál auch bei Weltmeisterschaften. Nach Silber im Vierer-Kajak über 1000 Meter bei den Weltmeisterschaften 2013 in Duisburg wurde er in dieser Disziplin 2014 in Moskau ebenso Weltmeister wie auch im Einer-Kajak über dieselbe Distanz. 2015 in Mailand belegte er im Einer-Kajak Rang zwei, während er mit dem Vierer-Kajak Dritter wurde. In Račice u Štětí folgte 2017 der Titelgewinn im Einer-Kajak über 500 Meter und Bronze über 1000 Meter. Ein Jahr darauf wiederholte er in Montemor-o-Velho beide Platzierungen und gewann 2019 in Szeged über 1000 Meter nochmals Silber. 2022 wurde Dostál in Dartmouth im Einer-Kajak über 500 Meter Weltmeister.
Bei den Europaspielen 2015 in Baku belegte Dostál im Einer-Kajak über 1000 Meter den sechsten Platz. Mit dem Vierer-Kajak, dessen Besetzung dieselbe wie bei Dostáls beiden Olympiateilnahmen lautete, verpasste er als Vierter knapp einen Medaillengewinn.
Auf Europameisterschaftsebene sicherte sich Josef Dostál zunächst 2012 in Zagreb im Einer-Kajak auf der 500-Meter-Distanz die Silbermedaille, ehe ihm 2013 in Montemor-o-Velho über 1000 Meter im Einer-Kajak der Gewinn von Bronze gelang. Im Vierer-Kajak wurde er dagegen erstmals Europameister und verteidigte diesen Titel sowohl 2014 in Brandenburg an der Havel als auch 2015 in Račice u Štětí. Bei den Europameisterschaften 2018 in Belgrad wurde Dostál im Einer-Kajak auf der 500-Meter-Strecke ebenfalls Europameister.